# Sint-Adrianuskerk (Bissezele)
De Sint-Adrianuskerk (Frans: Église Saint-Adrien) is de parochiekerk van de gemeente Bissezele in het Franse Noorderdepartement.

## Geschiedenis
Hier stond een romaans kerkgebouw dat in de 11e of 12e eeuw werd gebouwd. Deze had een plattegrond van een Latijns kruis en was gebouwd in ijzerzandsteen, terwijl de toren in kalksteen was uitgevoerd. In 1857 werd deze kerk gesloopt en vervangen door een neoromaans bouwwerk naar ontwerp van Develle.

## Gebouw
Dit is een basilicale kerk, uitgevoerd in baksteen en met hoge ingebouwde westtoren, welke gedekt wordt door een tentdak.

## Interieur
De kerk bezit een koorsluiting annex communiebank van midden 18e eeuw, met drie fraai gesneden panelen.